# اسکات کوپر
اسکات کوپر (متولد: ۱۹۷۰) بازیگر، نویسنده، کارگردان و تهیه‌کننده آمریکایی است. وی را برای کارگردانی دو فیلمش، یعنی دل دیوانه و خارج از کوره می‌شناسند که در هردوی این فیلم‌ها از بازیگران سرشناسی استفاده کرده‌است.
وی زاده شهر ابینگدان در ایالت ویرجینیا است و فعالیتش در عرصه سینما را از سال ۱۹۹۸ شروع کرده‌است. کوپر هم‌اکنون به همراه همسر و دو دخترش در شهر لس‌آنجلس سکونت دارد.

## فیلم‌شناسی
| سال  | عنوان                | کارگردان | نویسنده | تهیه‌کننده |
| ---- | -------------------- | -------- | ------- | --------- |
| ۲۰۰۹ | دل دیوانه            | آری      | آری     | آری       |
| ۲۰۰۹ | فروش خانه بدون واسطه | نه       | آری     | آری       |
| ۲۰۱۳ | خارج از کوره         | آری      | آری     | نه        |
| ۲۰۱۵ | عشاء ربانی سیاه      | آری      | نه      | آری       |
| ۲۰۱۷ | متخاصمان (فیلم)      | آری      | آری     | آری       |
| ۲۰۲۱ | شاخ‌ها                | آری      | آری     | نه        |
| ۲۰۲۲ | چشم ابی روشن         | آری      | آری     | نه        |

## پیوند
- اسکات کوپر در بانک اطلاعات اینترنتی فیلم‌ها